# Rhynchospora filifolia
Rhynchospora filifolia är en halvgräsart som beskrevs av Asa Gray. Rhynchospora filifolia ingår i släktet småag, och familjen halvgräs. Inga underarter finns listade i Catalogue of Life.